# Vermijdingsgedrag
Vermijdingsgedrag is een gedrag dat voortvloeit uit fobieën, angsten en paniekstoornissen.

## Definitie
Vermijdingsgedrag zorgt ervoor dat een persoon plaatsen gaat vermijden, waar hij voorheen een paniekaanval heeft beleefd. Vermijdingsgedrag kan gaan over een enkelvoudige angst, bijvoorbeeld slangen. Deze persoon zal confrontaties met slangen vermijden. Bij een sociale fobie gaat een persoon plaatsen of situaties vermijden, waarbij hij tot blozen kan gebracht worden. Bij een meervoudige angst of paniekstoornis vermijdt men plaatsen waar al paniekaanvallen zijn voorgevallen.
Onderzoek van onder meer Albert Ellis en Aaron T. Beck heeft aangetoond dat vermijden de angst net groter maakt. Cognitieve gedragstherapie, eventueel in combinatie met medicatie zoals lorazepam kan hier een oplossing bieden.